# 塞德赖什
塞德赖什，是匈牙利托尔瑙州所辖的一个村，总面积46.31平方公里，总人口2328，人口密度50.3人/平方公里（2010年1月1日）。